# Ove Paulsen
Ove Vilhelm Paulsen (22. marts 1874 i Aarhus – 29. april 1947 i Gentofte) var en dansk botaniker. Han studerede botanik ved Københavns Universitet hos professor Eugen Warming. Han tog magisterkonferens 1897 og blev Dr.Phil. i 1911 på en afhandling om vegetation og flora i Centralasien. Han var kurator ved Københavns Universitets Botaniske Museum fra 1905 to 1920, hvor han blev lektor i botanik ved Den Farmaceutiske Læreanstalt. Denne stilling bestred han til sin pensionering i 1947. Han studerede blandt andet Danmarks flora, planktonet i Nordatlanten and floraen i Centralasien.
Standard-auktorbetegnelse for arter beskrevet af Ove Paulsen: Paulsen

## Udvalgte videnskabelige værker af Ove Paulsen
Paulsen, Ove (1912) Studies on the vegetation of the Transcaspian lowlands. Second Danish Pamir-expedition 1898-1899. Copenhagen, Gyldendal.
Full text at University of California Libraries
Børgesen, F. & Paulsen, O. (1898) Om Vegetationen paa de dansk-vestindiske Øer. København: Nordisk Forlag. 114 s.
Ostenfeld, C.H. & Ove Paulsen (1910-1911) Marine plankton from the East-Greenland Sea (W. of 6° W. Long, and N. of 73° 30’ N. Lat.): collected by the "Danmark-Expedition" 1906-1908 (Danmark-ekspeditionen til Grønlands Nordøstkyst 1906-1908, under ledelse af L. Mylius-Erichsen, Bd. 3). Meddelelser om Grønland bd. 43 (11).
- I : List of diatoms and flagellates / by C.H. Ostenfeld. 1910
- II : Protozoa / by C.H. Ostenfeld. 1910
- III : Peridiniales / by Ove Paulsen. 1910
- IV : General remarks on the microplankton / by C.H. Ostenfeld and Ove Paulsen. 1911

## Om Ove Paulsen
- Steemann Nielsen, E. (1949) Nekrolog i Journal Pour le Conseil International d'Exploration de la Mer Vol. 16 (1): 14-15.
- Jessen, Knud (1947) Ove Vilhelm Paulsen 22. marts 1874 – 29. april 1947. Botanisk Tidsskrift vol. 48.